# Glykon

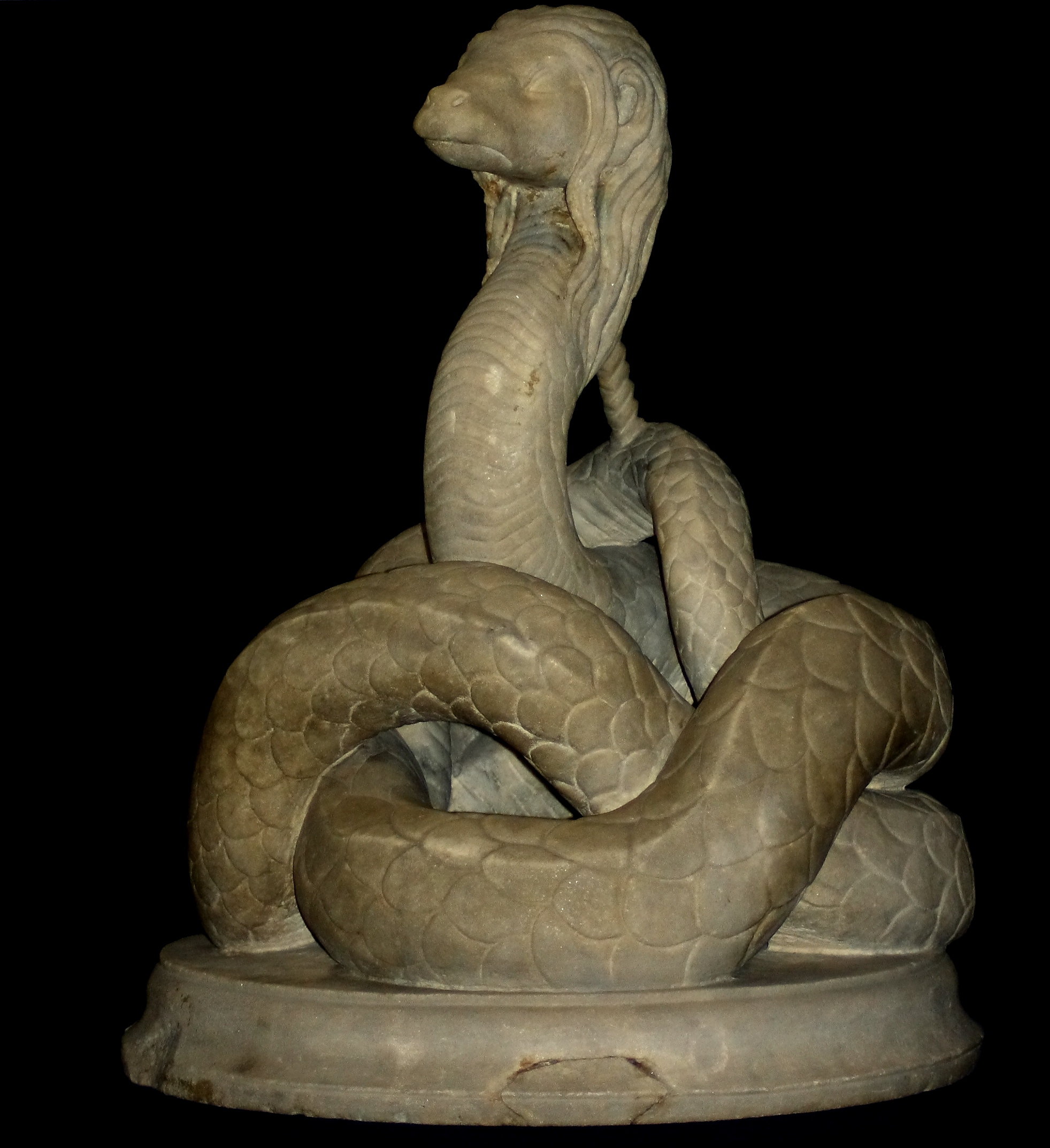
Statyett från 100-talet av Glykon.

Glykon är en ormgud enligt den satirikern Lukianos, som är den enda kända skribenten med referenser till guden. Lukianos hävdade att Glykon skapades i mitten på 100-talet av den grekiske profeten Alexander från Abonutichus. Lukianos som ogillade all vidskepelse var avogt inställd till kulten. Han kallade Alexander för  falsk profet och anklagade hela företeelsen för att vara en bluff - Glykon själv antogs vara en handdocka.
En modern anhängare är Alan Moore.